# James L. Robinson
James Lowry Robinson (* 17. September 1838 in Franklin, Macon County, North Carolina; † 11. Juli 1887 ebenda) war ein US-amerikanischer Politiker. Zwischen 1881 und 1884 war er Vizegouverneur des Bundesstaates North Carolina.

## Werdegang
James Robinson wuchs in Franklin auf. Während der ersten Jahre des Bürgerkrieges diente er in der Staatsmiliz, die dem Heer der Konföderation unterstellt war. Dabei wurde er in einem Gefecht verwundet. Seit 1863 betrieb er im Macon County ein Warengeschäft. Politisch schloss er sich der Demokratischen Partei an. Zwischen 1868 und 1875 saß er als Abgeordneter im Repräsentantenhaus von North Carolina, dessen Präsident er seit 1872 war. Von 1876 bis 1880 gehörte er dem Staatssenat an. Zwischenzeitlich übte er dort das Amt des President Pro Tempore aus.
1880 wurde Robinson an der Seite von Thomas Jordan Jarvis zum Vizegouverneur von North Carolina gewählt. Dieses Amt bekleidete er zwischen 1881 und seinem Rücktritt am 31. Oktober 1884. Dabei war er Stellvertreter des Gouverneurs und Vorsitzender des Staatssenats. Sein Rücktritt erfolgte, nachdem er sich entschlossen hatte, erneut für das Repräsentantenhaus seines Staates zu kandidieren, in das er dann auch gewählt wurde. Bis 1886 konnte er dort sein Mandat ausüben. James Robinson starb am 11. Juli 1887 in seiner Heimatstadt Franklin, wo er auch beigesetzt wurde.